# داروين بينيا
داروين بينيا (بالإسبانية: Darwin Peña) (8 أغسطس 1977 بسانتا كروز دي لا سييرا في بوليفيا - ) هو مدرب كرة قدم ولاعب كرة قدم بوليفي في مركز الوسط. شارك مع منتخب بوليفيا تحت 20 سنة لكرة القدم ومنتخب بوليفيا لكرة القدم. أما مع النوادي، فقد لعب مع ذي سترونغيست ونادي بوليفار ونادي ديبورتيفو سان خوسي ونادي ريال بوتوسي وأورينتي بيتروليرو وClub Aurora ‏ وناسيونال بوتوسي ونادي بلومينغ.

## وصلات خارجية
- داروين بينيا على موقع الاتحاد الدولي (مؤرشف)  (الإنجليزية)
- داروين بينيا على موقع إي إس بي إن إف سي (الإنجليزية)
- داروين بينيا على موقع قاعدة بيانات كرة القدم.إي يو (الإنجليزية)
- داروين بينيا على موقع ناشيونال فوتبول تيمز (الإنجليزية)
- داروين بينيا على موقع Soccerway.com (الإنجليزية)
- داروين بينيا على موقع عالم كرة القدم.نت (الإنجليزية)